# Phyllophora papuana
Phyllophora papuana är en insektsart som beskrevs av Kästner 1933. Phyllophora papuana ingår i släktet Phyllophora och familjen vårtbitare. Inga underarter finns listade i Catalogue of Life.